# Distretto di El Borma
Il distretto di El Borma è un distretto della Provincia di Ouargla, in Algeria.

## Comuni
Il distretto di El Borma comprende 1 comune:
- El Borma